# Athyrma cordigera
Athyrma cordigera är en fjärilsart som beskrevs av Walker 1869. Athyrma cordigera ingår i släktet Athyrma och familjen nattflyn. Inga underarter finns listade i Catalogue of Life.